# 969

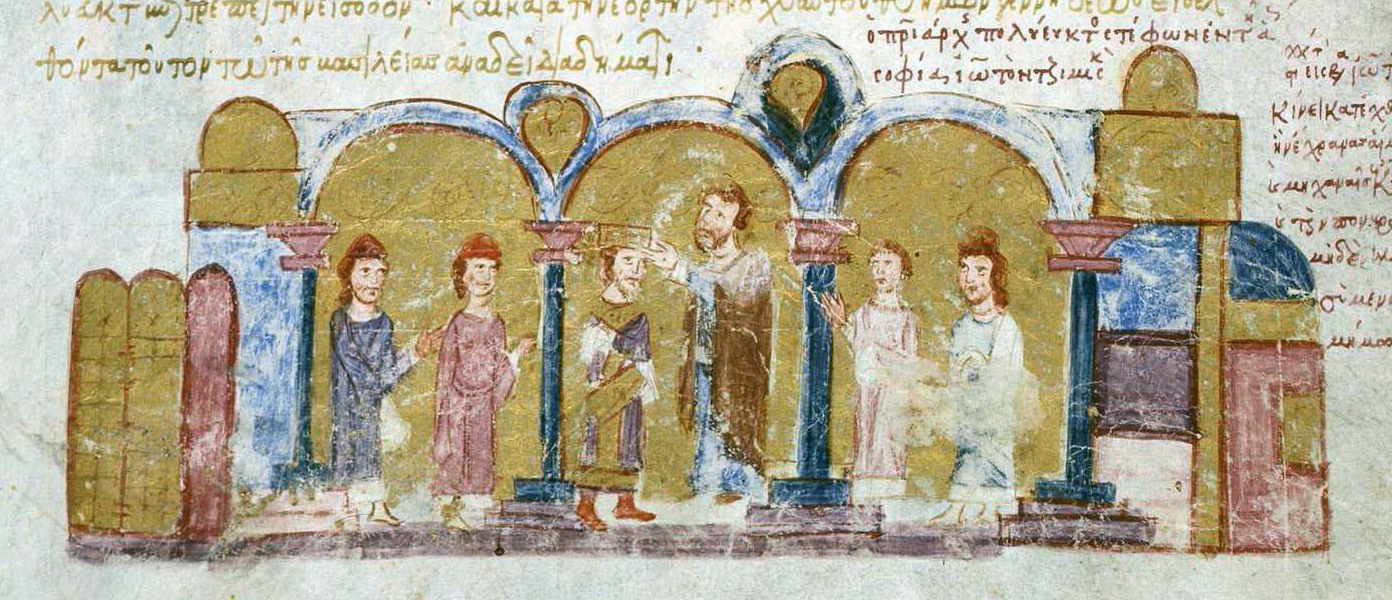
Kroning van keizer Johannes I Tzimiskes

Het jaar 969 is het 69e jaar in de 10e eeuw volgens de christelijke jaartelling.

## Gebeurtenissen

### Byzantijnse Rijk
- 11 december - Keizer Nikephoros II (Phokas) wordt vermoord in het koninklijk paleis van Boukoleon in Constantinopel na een regeerperiode van 6 jaar. Voormalige vrienden hebben gehandeld in opdracht van zijn vrouw, keizerin Theophano. Nikephoros wordt opgevolgd door zijn neef Johannes I (Tzimiskes) (de minnaar van Theophano) – die medekeizer en regent wordt. Onder druk van patriarch Polyeuctus wordt Johannes gedwongen Theophano te verbannen naar het eiland Prinkipos (Prinseneilanden).[1]

### Europa
- Peter I, heerser (tsaar) van het Bulgaarse Rijk, krijgt een hartstilstand en doet afstand van de troon, ten gunste van zijn oudste zoon Boris II. Hij arriveert (na een ere-gijzelaar te zijn geweest in Constantinopel) in Preslav en wordt uitgeroepen tot de nieuwe heerser. Boris herwint verloren gebied van het Kievse Rijk en herovert Perejaslavets – een bloeiende handelsstad gelegen aan de monding van de Donau.[2]
- Zomer - Svjatoslav I, heerser (knjaz) van het Kievse Rijk, valt Bulgarije binnen aan het hoofd van zijn plunderende legerhorden (ongeveer 60.000 man) – waaronder Petsjenegische en Hongaarse huurlingen. Hij verslaat de Bulgaren en herovert Perejaslavets. Boris II capituleert en spietst 300 Bulgaarse edelen (bojaren) wegens verraad. Svjatoslav plaatst garnizoenen in de veroverde forten in Noord-Bulgarije.[3]
- Keizer Otto I ("de Grote") mobiliseert een expeditieleger in Pavia, vergezeld door Spoletaanse huurlingen. Hij begint een campagne en ontzet de belegering van Capua, zijn Lombardische troepen verwoesten het gebied in de omgeving van Napels. Otto trekt Benevento binnen, waar hij als 'bevrijder' wordt ontvangen door co-prins Landulf IV (een bondgenoot van Otto) en in de steden van Apulië in Zuid-Italië.[4]
- Pandulf I ("IJzerenhoofd"), hertog en co-prins van Benevento en Capua, leidt de belegering van Bovino. Hij wordt gevangen genomen door de Byzantijnen en geketend naar Bari gebracht. Later wordt Pandulf gevangen gezet in Constantinopel.[5]
- Ahmad ibn Hasan, heerser (emir) van Sicilië, overlijdt na een regeerperiode van 15 jaar. Hij wordt door zijn zoon Abu al-Qasim een familielid en stamboomhouder van de dynastie van de Kalbiden.

### Afrika
- Egypte komt onder de heerschappij van het kalifaat van de Fatimiden. De Fatimiden verslaan de Ikhshididen en trekken de Egyptische hoofdstad Fustat binnen. In plaats van Fustat wordt een nieuwe hoofdstad gesticht in Caïro (of al-Qahira).[6]

### Azië
- 13 augustus - Keizer Reizei doet afstand van de troon (vanwege een psychische aandoening) na een regeerperiode van twee jaar. Hij wordt opgevolgd door zijn 10-jarige broer En'yu als de 64e keizer van Japan.[7]

### Religie
- Zomer - Paus Johannes XIII roept in Rome een synode bijeen. Hij verheft het bisdom Benevento tot aartsbisdom Benevento. De stad wordt tot metropool verheven met meer dan 10 bisdommen in Zuidoost-Italië.[8]

## Geboren
- Willem V ("de Grote"), hertog van Aquitanië (overleden 1030)

## Overleden
- 11 juli - Olga, grootvorstin en regent van Kiev (r. 945 - 969)
- 11 december - Nikephoros II, Byzantijns keizer (r. 963 - 969)
- Ahmad ibn Hasan, heerser (emir) van Sicilië (r. 954 - 969)
- Hildebold, Frankisch edelman en bisschop (r. 941 - 969)